# Keškek
Keškek, keške ili ćeške (turski: Keşkek, grčki: κεσκέκ), također keškag, kiškak ili kaškek, je naziv za tradicionalno jelo od piletine i variva od pšenice ili ječma. Obredno spravljanje keškeka u Turskoj ima daleku povijest i tradiciju, zbog čega je upisana na UNESCO-ov popis nematerijalne svjetske baštine u Europi u studenom 2011. godine. Ovo jelo je popularno u Turskoj, grčkim otocima Lezbosu i Samosu, Epiru, Siriji, Iranu i drugim zemljama. Smatra se da pored keškeka i slavenska riječ za „kašu” dolazi od perzijske riječi kishk, dok su obje riječi izvedenice iz sanskrtskog kashaya, što znači „piće za ozdravljenje”.
Keške je naziv za jednostavnije tradicionalno jelo koje se obično priprema za Božić u nekim dijelovima BiH. Očišćena pšenica se „istuče” (istupa) u stupici te se kasnije kuha, nakon toga u skuhanu pšenicu stavi se iskomadano meso kokoši ili pijetla koje se kuhalo u posoljenoj vodi. Nakon ponovnog kuhanja keške je gotovo te se ostavlja na hladno mjesto, a pri posluživanju se posoli i polije istopljenim maslacom.

## Priprema
Turski keškek se priprema za vjenčanja, obrezivanja i vjerske praznike tako što žene i muškarci zajedno kuhaju pšenicu i meso u velikim kotlovima iznad vatre, a zatim ga služe gostima. Pšenica je prethodno namočena u vodi dan prije, a piletina kuhana i očišćena od kostiju. Homogenizacija se dobiva korištenjem velikih drvenih maljeva dok se kuha u kotlu, uz pratnju glazbe iz tapan bubnja i zurle, svirala od dvostruke cijevi trske. Dok se sastojci udaraju u fiksnom ritmu, dodaju se oljuštena pšenica, komadi mesa bez kosti, luk, začini, voda i ulje i kuhaju cijelu noć. Priprema je vrlo intenzivan rad i često zahtijeva stalno miješanje i temperaturu vatre. Oko podneva, najjači mladići u selu bivaju pozvani „pobijediti” Keşkek s drvenim batom, dok gomila kliče, a svirači zurle izvode glazbene komade, najavljujući završavanje gulaša određenom melodijom.
Brojni tradicijski izrazi su povezani s jelom od selekcije pšenice, blagoslova, molitvi i nošenja žita, kao i pripremanja i kuhanja, a koji su postali uobičajeni izrazi u svakodnevnom životu. Osim toga, tradicija obuhvaća zabavu, predstave i glazbene izvedbe. Susjedni gradovi i sela su pozvani na gozbu zajedno u ceremonijialnim prostorima. Tradicija kuhanja se čuva i prenosi s majstora kuhara na pripravnike.

## Vanjske poveznice
- Kuhanje keskeka na Lezbosu (engl.)
- Porcija keşkeka u Merzifonu na crnomorskoj obali.